# Morskie przejście graniczne Szczecin
Morskie przejście graniczne Szczecin Port znajduje się w Szczecinie i może się na nim odbywać ruch osobowy, towarowy i mały ruch graniczny.

## Opis
Przejście obsługuje przede wszystkim ruch graniczny portu morskiego Szczecin. Kontrolę graniczną osób, towarów i środków transportu wykonuje Placówka Straży Granicznej w Szczecinie, będąca w strukturach Morskiego Oddziału Straży Granicznej.
W 2004 roku dokonano 50 kontroli dla jednostek rybackich (statki rybackie, kutry i łodzie) oraz 3 kontrole jachtów i łodzi sportowych. W 2006 roku dokonano 2 kontrole dla jachtów.
Dla celów statystycznych i odróżnienia od lotniczego przejścia Szczecin-Goleniów podaje się nazwę "Szczecin-Port".
Kontrola graniczna osób, towarów i statków oraz przewożonych nimi środków transportu, a także wyładunku lub załadunku towarów na jednostki pływające odbywa się na statkach zacumowanych przy nabrzeżach portowych będących w eksploatacji, przystosowanych do postoju danego rodzaju statku lub przeładunku danego rodzaju towaru.
Przejście zostało formalnie utworzone w 1961 roku.
W październiku 1945 roku na granicy polsko-niemieckiej, w ramach tworzących się Wojsk Ochrony Pogranicza utworzono Przejściowy Punkt Kontrolny Szczecin – portowy III kategorii.

## Dane statystyczne
| Morskie przejście graniczne Szczecin |               |        |
| Rok                                  | Liczba odpraw | Źródło |
| 2010                                 | 19,7 tys.     | [ 8 ]  |
| 2009                                 | 4,3 tys.      | [ 9 ]  |
| 2008                                 | 11,9 tys.     | [ 10 ] |
| 2007                                 | 3,9 tys.      | [ 11 ] |
| 2006                                 | 2,0 tys.      | [ 12 ] |
| 2005                                 | 2,8 tys.      | [ 13 ] |